# مایکل داود
مایکل داود (انگلیسی: Michael Dowd؛ زادهٔ ۱۹ نوامبر ۱۹۵۸) دانشمند در زمینه تاریخ بزرگ و طبیعت‌گرایی دینی اهل ایالات متحده آمریکا است.